# 열여덟 스물아홉
《열여덟 스물아홉》은 2005년 3월 7일부터 2005년 4월 26일까지 방영된 한국방송공사 월화 미니시리즈인데 캐스팅이 늦어져 시작부터 촉박한 제작일정으로 불안함을 겪었으며 기억상실이라는 소재를 통해 30대를 바라보는 부부의 이야기를 표방했으나 코믹 분위기로 일관해 시청자들로부터 외면당했다.

## 등장 인물

### 주요 인물
- 류수영 : 강상영/강봉만 역 (아역 최시원)
- 박선영 : 유혜찬 역 (아역 박민지)
- 박은혜 : 신지영 역
- 이서율 : 김눈 역

### 그 외 인물
- 신구 : 강치수 역
- 김지영 : 떡볶이집 할머니 역
- 조양자 : 박순녀 역
- 조은지 : 유혜원 역
- 이상우 : 강봉규 역
- 박형재 : 정시우 역
- 안내상 : 서윤오 역
- 이대연 : 최 기자 역
- 이한위 : 방 감독 역
- 정다혜 : 이은지 역
- 김다래 : 김선미 역
- 김광규
- 김하은
- 고규필
- 나경민

## 참고 사항
- 류수영이 맡았던 강상영 역은 당초 신현준, 김민종 등에게 제의가 갔으나 여러 가지 사정으로 불발되자 김호진이 강상영 역으로 낙점됐다. 김호진은 <열여덟 스물아홉> 때문에 MBC <굳세어라 금순아> 캐스팅 제의를 고사했다.[2]
- 이 과정에서 그의 아내 김지호가 유혜찬 역으로 발탁됐는데 두 사람이 갑작스럽게 개인사정으로 인해 출연을 포기하자 류수영과 박선영이 강상영-유혜찬 역으로 낙점됐다.